# 桂米福
桂 米福（かつら よねふく、1965年5月31日 - ）は、富山県富山市 出身、落語芸術協会所属の落語家。出囃子は『千代の寿』。本名：宇野津 勝彦。

## 芸歴
- 1990年12月 - 四代目桂米丸に入門、「うの丸[2]」。
- 1995年2月 - 二ツ目に昇進、「米二郎」と改名。
- 2004年5月 - 真打に昇進、「米福」と改名。

## 人物
米丸にとっては最後の弟子であるが、その弟子としては珍しく古典落語中心に高座を務めており、『寝床』『時そば』などを得意演目としている。

## 受賞歴
- 2001年（平成13年）度 北区若手落語家競演会大賞
- 2002年（平成14年）度 さがみはら若手落語家選手権 優勝
- 2002年（平成14年）度 横浜演芸新人大賞

## 弟子
- 桂松福 - 二ツ目